# Eymeux
Eymeux är en kommun i departementet Drôme i regionen Auvergne-Rhône-Alpes i sydöstra Frankrike. Kommunen ligger i kantonen Bourg-de-Péage som tillhör arrondissementet Valence. År 2022 hade Eymeux 1 083 invånare.

## Befolkningsutveckling
Antalet invånare i kommunen Eymeux
Referens:INSEE